# Joseph Hippolyte Guibert
Joseph Hippolyte Guibert (Aix-en-Provence, 13 dicembre 1802 – Parigi, 8 luglio 1886) è stato un cardinale, arcivescovo cattolico e religioso francese.

## Biografia
Figlio di un giardiniere e fattore, Pierre Guibert, e della di lui consorte, Rose-Françoise Pecourt, studiò in seminario ad Aix-en-Provence e nel 1822 entrò nella Congregazione dei missionari oblati di Maria Immacolata, divenendo sacerdote nel 1825.
Nel 1842 divenne vescovo di Viviers e nel 1857 fu nominato arcivescovo di Tours. Come tale partecipò al Concilio Vaticano I.
Nel 1871 divenne arcivescovo di Parigi e primate di Francia.
Papa Pio IX lo elevò al rango di cardinale presbitero nel concistoro del 22 dicembre 1873 del titolo di San Giovanni a Porta Latina.
Partecipò al conclave del 1878 che elesse papa Leone XIII.
Morì a Parigi l'8 luglio 1886 all'età di 83 anni e la sua salma riposa ora nella Basilica del Sacro Cuore a Montmartre.

## Genealogia episcopale e successione apostolica
La genealogia episcopale è:
- Cardinale Scipione Rebiba
- Cardinale Giulio Antonio Santori
- Cardinale Girolamo Bernerio, O.P.
- Arcivescovo Galeazzo Sanvitale
- Cardinale Ludovico Ludovisi
- Cardinale Luigi Caetani
- Cardinale Ulderico Carpegna
- Cardinale Paluzzo Paluzzi Altieri degli Albertoni
- Papa Benedetto XIII
- Papa Benedetto XIV
- Papa Clemente XIII
- Cardinale Marcantonio Colonna
- Cardinale Giacinto Sigismondo Gerdil, B.
- Cardinale Giulio Maria della Somaglia
- Cardinale Carlo Odescalchi, S.I.
- Vescovo Eugène de Mazenod, O.M.I.
- Cardinale Joseph Hippolyte Guibert, O.M.I.

La successione apostolica è:
- Vescovo Peter Dufal, C.S.C. (1860)
- Vescovo Louis-Anne Nogret (1862)
- Vescovo Henri Joseph Faraud, O.M.I. (1863)
- Arcivescovo Christophe-Ernest Bonjean, O.M.I. (1868)
- Vescovo François Grolleau (1870)
- Vescovo Hector-Albert Chaulet d'Outremont (1871)
- Cardinale Joseph-Christian-Ernest Bourret, C.O. (1871)
- Cardinale François-Marie-Benjamin Richard de la Vergne (1872)
- Vescovo François-André-Xavier de Gaffory (1872)
- Cardinale Benoît-Marie Langénieux (1873)
- Arcivescovo Eugène-Louis-Marie Lion, O.P. (1874)
- Cardinale Adolphe-Louis-Albert Perraud, C.O. (1874)
- Arcivescovo Augustin-Pierre Cluzel, C.M. (1874)
- Vescovo Charles-Constant Jolivet, O.M.I. (1874)
- Vescovo César-Victor-Ange-Jean-Baptiste Jourdan (1875)
- Vescovo Cassien-Léonard de Peretti (1875)
- Vescovo Jules-Denis-Marie-Dieudonné Le Hardy du Marais (1876)
- Cardinale Pierre-Hector Coullié (1876)
- Vescovo Paul-Matthieu de La Foata (1877)
- Arcivescovo Matthieu-Victor-Félicien Balaïn, O.M.I. (1878)
- Vescovo Louis-Romain-Ernest Isoard (1879)
- Vescovo Marie-Ludovic Roche (1879)
- Arcivescovo Jacques-Hector Thomas, C.M. (1883)